# Collesalvetti
Collesalvetti là một đô thị ở tỉnh Livorno ở vùng Toscana, có khoảng cách khoảng 70 km về phía tây nam của Firenze, 20 km về phía đông bắc của Livorno và chỉ 16 km về phía nam của Pisa. Tại thời điểm ngày 31 tháng 12 năm 2004, đô thị này có dân số 16.149 người và diện tích là 109,6 km².
Collesalvetti giáp các đô thị: Cascina, Crespina, Fauglia, Livorno, Orciano Pisano, Pisa, Rosignano Marittimo.